# Naardertrekvaart
Le Naardertrekvaart est un canal de halage, qui est situé dans la province néerlandaise de la Hollande-Septentrionale.
Construit dans la première moitié du XVIIe siècle, le canal servait aux coches d'eau à traction animale, qui assuraient la liaison entre Naarden et Amsterdam, en empruntant le Muidertrekvaart au-delà de Muiderberg.